# 俱舍驮缚竭
俱舍驮缚竭，印度神话《罗摩衍那》主要角色。是悉多父亲遮那竭的弟弟。他的两个女儿曼吒毗及输噜多吉哩底分别嫁给了罗摩的两个弟弟，婆罗多与设睹卢祇那。